# Nicolás Olivera Seiguerman
Nicolás Javier Olivera Seiguerman (Paysandú, 4 de mayo de 1981) es un abogado y político uruguayo, perteneciente al Partido Nacional. Es intendente de Paysandú desde 2020.

## Biografía
Egresó como doctor en Derecho y Ciencias Sociales por la Universidad de la República.
Fue elegido diputado por el Partido Nacional para el período 2015-2020, cargo al que renunció después de ser electo intendente.
Integró el directorio del Partido Nacional, Tercer Vicepresidente de la Cámara de Representantes, Integrante titular de la Comisión de Asuntos Internacionales de la Cámara de Representantes para el período 2017 a 2020 y Vicepresidente de la Comisión de Asuntos Internaciones de la Cámara de Representantes en 2017.
Fue edil titular en la Junta Departamental de Paysandú por el Partido Nacional, desde 2005 a 2010. Fue Encargado de la Unidad de Vivienda entre 2010 y 2013, director general de Obras entre 2013 y 2015, así como también Secretario General en forma interina en sucesivos períodos durante la gestión 2010-2015.
A principios de 2019, lanzó su candidatura a la intendencia y anunció su apoyo a Jorge Larrañaga como precandidato a las presidencia de la república. Para ello presentó la lista 51 con el apoyo de Larrañaga, quien fuera intendente de Paysandú
En las elecciones departamentales de 2020 obtuvo 24.034 votos y el 29% del electorado, superando al intendente de aquel momento Guillermo Caraballo que luchaba por la reelección departamental. En estas elecciones, el Partido Nacional triunfo con el 48.5% de los votos. 
Más de un año después de la muerte de Larrañaga, Olivera dejó el sector Alianza Nacional.
Durante su gestión se han inaugurado distintas obras. El Estadio 8 de Junio recibió una remodelación para sostener multiusos, la Plaza Constitución en una actual remodelación junto al Estadio Artigas, la reinauguración del Velódromo en honor a Milton Wynants y la construcción de un próximo campus universitario en la ciudad.
Se presentó como candidato a la reelección departamental con su lema: "Olivera Sigue", apoyando a Álvaro Delgado como candidato a presidente En las elecciones internas de 2024 obtuvo 7414 votos solo con su lema, sin embargo si contabilizamos a otros candidatos que apoyaron su lema, pudo conseguir 9394 votos. Fue el candidato más votado en su departamento. 
Posteriormente a las elecciones internas, el lunes 29 de junio, unió su lema al sector «D Centro».
En las nacionales, fue electo senador por el sector D Centro. Su lista 51 obtuvo 17.044 votos y fue la más votada del departamento.